# Idioma bagvalal
El bagvalal o bagulal es una Lengua ávaro-ándica hablada por los bagvalales en el suroeste de Daguestán en Rusia, a lo largo de la orilla derecha del río Andi-Koisu y las colinas circundantes, cerca del Georgia. Es bastante similar al tindi, su pariente más cercano. El censo ruso de 2010 registró 1.450 hablantes de bagvalal.
La tradición y cultura del pueblo bagvalal es muy similar a la de los ávaros caucásicos, debido a su historia común dentro del Kanato ávaro.
El bagvalal tiene tres dialectos principales que llevan el nombre de los pueblos en los que se hablan. Sólo el dialecto tlisi ha sido estudiado con cierta importancia, debido a sus similitudes con la lengua tindi.
Además el bagvalal cuenta con numerosos préstamos de idiomas como el árabe, el ruso, el turco, o el avar.  Solo se utiliza como lengua oral; ya que sus hablantes usan el avar o el ruso para las comunicaciones escritas. Hoy en día, el bagvalal solo se usa en entornos familiares, usando el avar o el ruso para todas las demás áreas de comunicación.
El bagvalal ha estado sufriendo graves problemas y se encuentra en grave peligro de extinción. La escolarización y la revolución cultural han contribuido a la grave decadencia del bagvalal. A los alumnos de bagvalal se les enseña en avar en la escuela primaria, y en la escuela secundaria se les enseña en ruso. Entre 1950 y 1970, los bagvalales emigraron a diferentes distritos de la provincia rusa de Astracán, y esto también afectó a la lengua bagvalal.
A pesar de esto, la mayoría de los bagvalales apoyan el idioma, y alrededor del 30-50% de los niños hablan el idioma con fluidez.
El bagvalal fue mencionado por primera vez en el siglo XIX, pero se han hecho muy pocos registros de la lengua. Se han realizado muy pocas investigaciones lingüísticas sobre el idioma.